# Sé e São Lourenço
Sé e São Lourenço (oficialmente: União das Freguesias da Sé e São Lourenço) é uma freguesia portuguesa do município de Portalegre, com 23,61 km² de área e 14317 habitantes (censo de 2021). A sua densidade populacional é 606,4 hab./km².

## História
Foi criada aquando da reorganização administrativa de 2012/2013, resultando da agregação das antigas freguesias da Sé e de São Lourenço:

## Demografia
A população registada nos censos foi:
| Distribuição da População por Grupos Etários | Distribuição da População por Grupos Etários | Distribuição da População por Grupos Etários | Distribuição da População por Grupos Etários | Distribuição da População por Grupos Etários | Distribuição da População por Grupos Etários |
| -------------------------------------------- | -------------------------------------------- | -------------------------------------------- | -------------------------------------------- | -------------------------------------------- | -------------------------------------------- |
| Antes da agregação                           |                                              |                                              |                                              |                                              |                                              |
| Ano                                          | 0-14 anos                                    | 15-24 anos                                   | 25-64 anos                                   | >= 65 anos                                   | Total                                        |
| 2001                                         | 2215                                         | 2306                                         | 8378                                         | 2869                                         | 15768                                        |
| 2011                                         | 2147                                         | 1564                                         | 8705                                         | 3226                                         | 15642                                        |
| Após a agregação                             |                                              |                                              |                                              |                                              |                                              |
| Ano                                          | 0-14 anos                                    | 15-24 anos                                   | 25-64 anos                                   | >= 65 anos                                   | Total                                        |
| 2021                                         | 1858                                         | 1498                                         | 7318                                         | 3643                                         | 14317                                        |